# Bertha-von-Suttner-Platz (Düsseldorf)

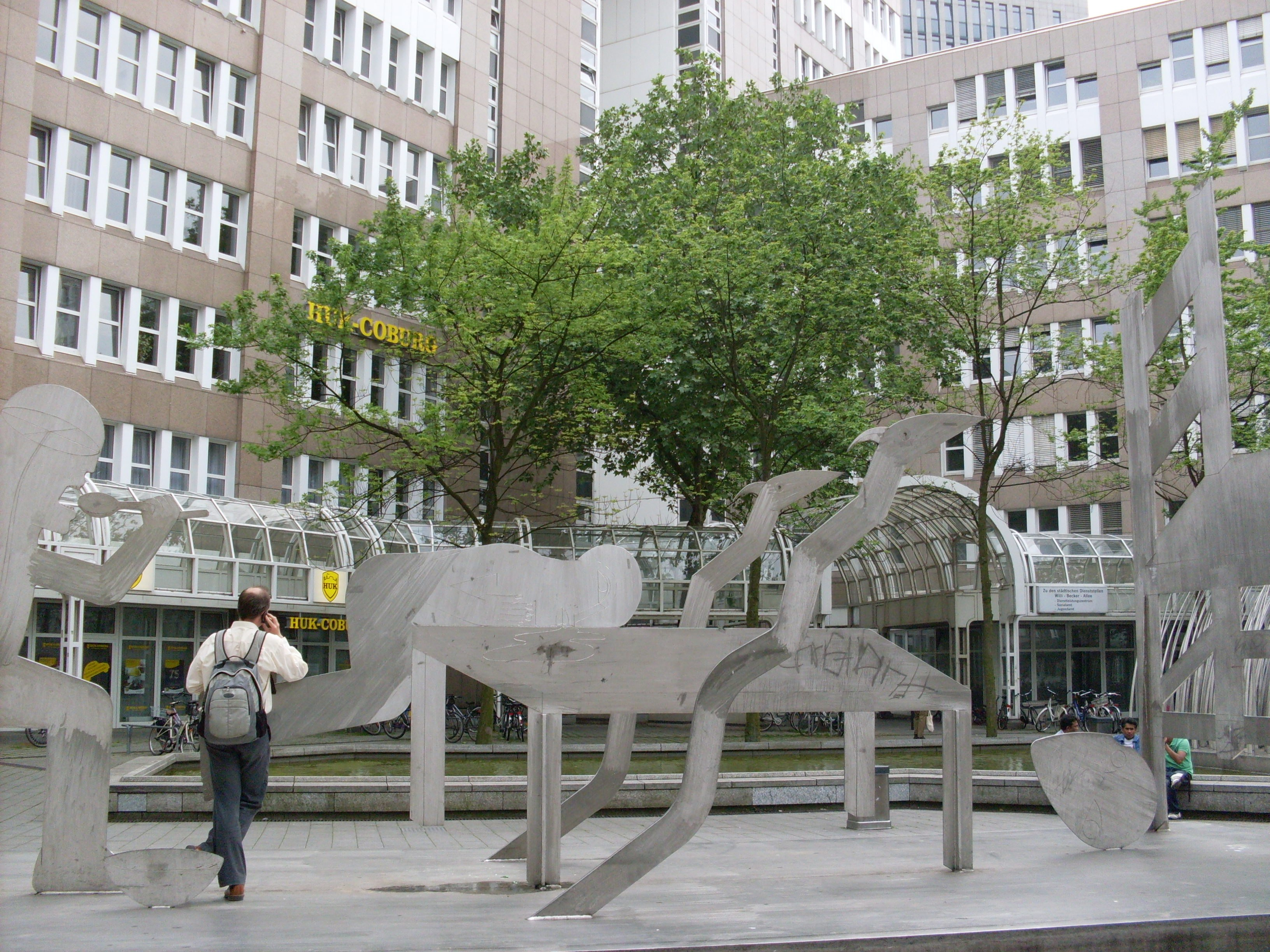
Bertha-von-Suttner-Platz mit der Skulptur „Der Fresser“ von Horst Antes

Der Bertha-von-Suttner-Platz bildet den östlichen Vorplatz zum Düsseldorfer Hauptbahnhof. Er wurde in den 1980er-Jahren im Zuge des Umbaus des Hauptbahnhofs auf dem Gelände eines ehemaligen Stahlwerks im Stadtteil Oberbilk errichtet. Die Häuser entstanden nach Plänen der Architekten Deilmann, Kalenborn und Spengelin. Hierdurch öffnete sich der Bahnhof erstmals in Richtung Osten nach Oberbilk. Der Platz wurde nach der österreichischen Friedensnobelpreisträgerin Bertha von Suttner benannt.
Seine umgebende sieben- bis zwölfgeschossige Bebauung ist im postmodernen Stil ausgeführt. Der achteckige Platz ist ein reiner Fußgängerbereich; die Verkehrserschließung erfolgt über zwei Stichstraßen von Norden und Süden. Nach Osten verläuft eine Fußgängerzone in Richtung Oberbilker Markt.
Der mit Granitplatten (Bornholmer Granit) versehene Platz verfügt über drei vom Künstler Horst Antes gestaltete Edelstahlfigurengruppen Der Ring, Der Fresser und Die Insel, die sich zum Teil in den den Platz strukturierenden Wasserbassins befinden.
Neben vornehmlich Gastronomienutzungen in den Erdgeschossbereichen finden sich behördliche und öffentliche Einrichtungen, Gerichte und die Volkshochschule rings um den Platz.
- Der Ring – Auf einer quadratischen Plattform steht wie in einem Boxring eine Gruppe von fünfzehn stilisierter überlebensgroßer Kunstfiguren in deren Mitte sich eine Schlange emporhebt.
- Die Insel – Im großen Wasserbecken sind eine Schlange und eine sitzende Figur im Schilf versteckt.
- Der Fresser – Im mittleren Längsrechteck befinden sich ein Riesenstuhl sowie ein Tisch mit Essszenen.

Koordinaten: 51° 13′ 9,1″ N, 6° 47′ 47,6″ O